# Bengt Berndtsson
Bengt Berndtsson (Göteborg, 26 januari 1933 – Älvsborg, 4 juni 2015) was een Zweeds voetballer.

## Clubcarrière
Berndtsson speelde zijn hele carrière, op twee seizoenen na, maar voor een club: IFK Göteborg. In 17 seizoenen speelde hij maar liefst 599 wedstrijden voor deze club, waarmee hij meer dan dertig jaar recordhouder was voor Göteborg. Inmiddels heeft Mikael Nilsson hem ingehaald en staat Berndtsson tweede op de ranglijst.

## Interlandcarrière
Berndtsson nam met Zweden deel aan het WK 1958 en het WK 1962. Zweden bereikte in 1958 de finale, maar daarin moest Berndtsson vrede nemen met een plaats op de bank. Berndtsson speelde 29 interlands voor Zweden, waarin hij vijf keer kon scoren. Hij maakte zijn debuut voor de nationale ploeg op 16 mei 1956 onder leiding van bondscoach Rudolf Kock in de vriendschappelijke wedstrijd tegen Engeland (0-0), net als Jan Ekström (Malmö FF).

## Erelijst

### Met Göteborg
- Allsvenskan: 1958

### Met Zweden
- FIFA Wereldkampioenschap: finalist in 1958